# Metagovea oviformis
Metagovea oviformis is een hooiwagen uit de familie Neogoveidae.